# Bajalenguas

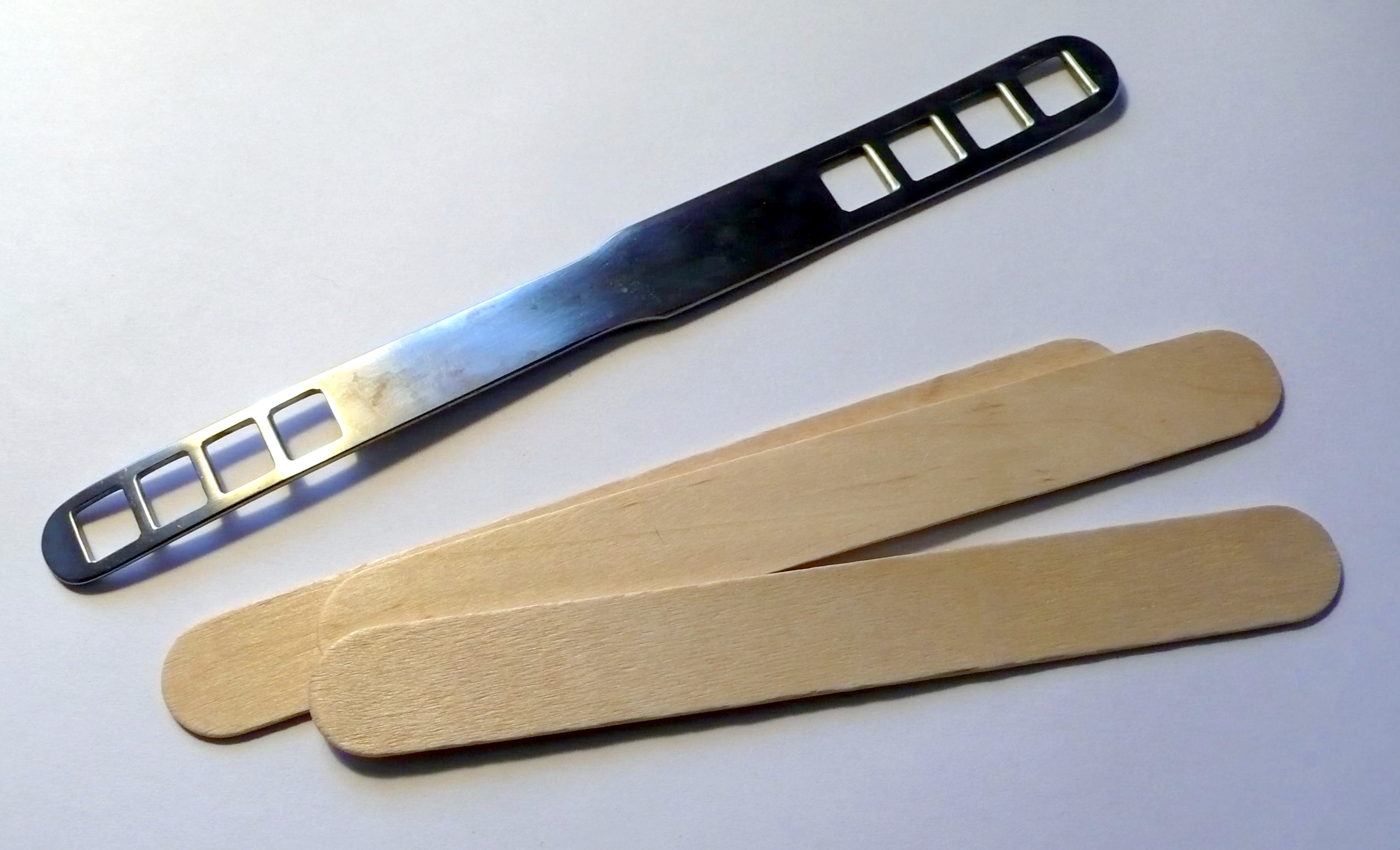
Bajalenguas de metal y de madera

El bajalenguas, batelenguas  o depresor lingual e incluso lengüeta (abatelenguas, en México) es un instrumento médico para deprimir la lengua y permitir el examen de la boca y la garganta.
El más usado es con forma de pequeña espátula, generalmente es de madera siendo así desechable o de uso único, aunque los hay también en plástico y acero inoxidable. Sus dimensiones universales son de 15 cm de largo y 2 cm de ancho, con los extremos redondeados. Para uso en niños han aparecido en el mercado bajalenguas de material plástico igualmente desechables. De metal y para uso odontológico usualmente, con un mango, el más común es el denominado de Tobold.
También se usa en medicina para otros propósitos diagnósticos y terapéuticos como inductor de vómito, para examen de párpados, aplicación de medicamentos (como espátula), en manejo de muestras para examen en laboratorio, en primeros auxilios para inmovilizar fracturas o luxaciones de los dedos de las manos. En odontología pediátrica también se ha propuesto su uso como instrumento para ejercicios con el fin de corregir la mordida cruzada anterior de la dentición inicial.
En otros campos es muy usado para manualidades o artesanías.
Los depresores de lengua de madera son muy similares en cuanto a su forma a los palos usados para elaborar paletas heladas, si bien suelen ser más anchos y de menor espesor.

## Tipos de depresores linguales
Los depresores linguales se pueden encontrar comercialmente en los siguientes formatos:
- Madera: es el más usado y con forma de pequeña espátula de madera. Son desechables y tienen los dos extremos redondeados.

- Plástico: también hay depresores que son de plástico y suelen ser de colores. Pueden tener forma redondeada en los extremos o formas concretas: de dibujos o similares. Se han empezado a usar con los más pequeños ya que el que tengan un color, consiguen cambiar el punto de vista sobre estos elementos por parte de los niños. El uso en la logopedia infantil de estos artículos es bastante numeroso.[3]

- Sabores: otros son los depresores de colores con sabores. Estos sabores son muy agradables ya que simulan algunas golosinas que podemos encontrar en cualquier quiosco. Son también desechables y los extremos pueden ser redondeados o también con formas de figuras o dibujos.